# Penguin Random House
A Penguin Random House Limited egy brit–amerikai multinacionális kiadói konglomerátum, amely 2013. július 1-jén jött létre a Penguin Books és a Random House egyesülésével. A Penguin Books-t eredetileg 1935-ben, a Random House-t pedig 1927-ben alapították. Több mint 300 imprint (kiadói márkanév) tartozik hozzá. A Simon & Schuster, a Hachette, a HarperCollins és a Macmillan Publishers mellett a Penguin Random House is a „Big Five” angol nyelvű kiadók egyike.
Négy tagúra csökkent az Öt Nagy?
2020. április 2-án a Bertelsmann bejelentette a Penguin Random House 2019 decemberében bejelentett megvásárlásának befejezését a Pearson plc 25%-os tulajdonrészének megvásárlásával. A vásárlással a Bertelsmann a Penguin Random House egyedüli tulajdonosa lett. A Bertelsmann német nyelvű kiadói csoportja, a Verlagsgruppe Random House teljesen beépül a Penguin Random House-ba, 45 impresszummal bővítve a céget, összesen 365 lenyomattal.
2021-ben a Penguin Random House körülbelül 10 000 embert foglalkoztatott világszerte, és évente 15 000 kiadványt adott ki 250 részlegén és impresszumán. Ezek a címek szépirodalmat és ismeretterjesztő könyvet tartalmaznak felnőtteknek és gyermekeknek nyomtatott és digitális formában egyaránt. A Penguin Random House az Egyesült Államokban, az Egyesült Királyságban, Kanadában, Ausztráliában, Új-Zélandon, Portugáliában és Indiában található Penguin és Random House csoportból áll; Pingvin Brazíliában, Ázsiában és Dél-Afrikában; Dorling Kindersley világszerte; és a Random House cégei Spanyolországban, spanyol Amerikában és Németországban.
2022-től a Marvel-képregények megjelennek Penguin Classics-sorozatként.
2023-ban a Penguin adta ki Harry herceg Tartalék című könyvét. Az első nap eladott példányszám a kiadó szerint rekordnak számít a nem fikciós művek tekintetében. Mint írták, Michelle Obama Így lettem (Becoming) című könyve 2018-ban egy hét alatt érte el ezt eladásszámot.